# Earias aurantiaca
Earias aurantiaca är en fjärilsart som beskrevs av Embrik Strand 1917. Earias aurantiaca ingår i släktet Earias och familjen trågspinnare. Inga underarter finns listade i Catalogue of Life.